# ビル・ハータック
ビル･ハータック（英語: William John Hartack Jr., 1932年 - 2007年11月26日）は、アメリカ合衆国の騎手。アメリカ競馬名誉の殿堂博物館に殿堂入りしている。
1932年、ペンシルベニア州エベンスバーグに生まれ、カンブリア郡にあった父の牧場で育った。17歳の時点で身長163cm、体重は50kgという小柄な体格で、このことが競馬に騎手として従事することを可能にした。
騎手3年目までにハータックはアメリカ競馬のリーディングジョッキーとなった。1957年にアイアンリージでケンタッキーダービー初制覇。その後も同レースに通算5勝し、エディ・アーキャロと並び最多勝タイとなっている。また他のアメリカ三冠レースでも、プリークネスステークス3勝、ベルモントステークス1勝を挙げている。なお、1958年にはティムタムに騎乗しフロリダダービーに勝利したが、ケンタッキーダービーの2週間前に足を怪我して騎乗を断念せざるを得なくなった。この時、ティムタムはケンタッキーダービーに勝利している。
1953年のデビューから1974年の引退までの間における通算成績は、21,535戦4,272勝であった。その後、1978年から1980年まで香港競馬で活躍し、1981年に一線を退いた。1シーズンで300万ドルの賞金を獲得した初めての騎手でもあった。
1956年と1964年の二度、スポーツ・イラストレイテッド誌の表紙を飾ったほか、1958年にはタイム誌の表紙にも採用されている。1959年、史上最年少の若さでアメリカ競馬名誉の殿堂博物館に殿堂入りした。
競馬に関わっていた間、メディアからは「ビル」あるいは「ウィリー」と呼ばれていた。しかし、実際にはハータックは「ウィリー」と呼ばれることをひどく嫌っていた。ハータックが騎手仲間のウィリー・シューメーカーを嫌っていたためである。
2007年11月26日、テキサス州南部のフリーア近郊にあるキャンプ場に停まっていたキャビンで死んでいるのが発見された。ハータックが毎年冬にハンティングのために訪れていた場所であった。前日から姿を見ていなかったのを不審に思った友人によって見つかった。監察医により心臓発作による自然死とされた。

## 主な勝利レース
- ケンタッキーダービー
  - アイアンリージ（1957年）
  - ベネチアンウェイ（1960年）
  - ディサイデッドリー（1962年）
  - ノーザンダンサー（1964年）
  - マジェスティックプリンス（1969年）
- プリークネスステークス
  - ファビウス（1956年）
  - ノーザンダンサー（1964年・2冠）
  - マジェスティックプリンス（1969年・2冠）
- ベルモントステークス
  - セルティックアッシュ（1960年）